# 美國高考
美国高考，指美国两种大规模的11-12年级程度的高中学业测验：
- SAT，
- ACT

这两种测验的成绩，也是美国大学衡量入学申请者的重要因素。因此，也被视为美国大学的入学测验，其作用类似于中国高考。